# Hermann-Sudermann-Gymnasium Klaipėda
Das Hermann-Sudermann-Gymnasium Klaipėda (litauisch Klaipėdos Hermano Zudermano gimnazija) ist eine litauische Grund- und Sekundarschule für die deutsche Volksgruppe in Klaipėda. Sie ist benannt nach dem deutschen Schriftsteller und Bühnenautor Hermann Sudermann.

## Geschichte

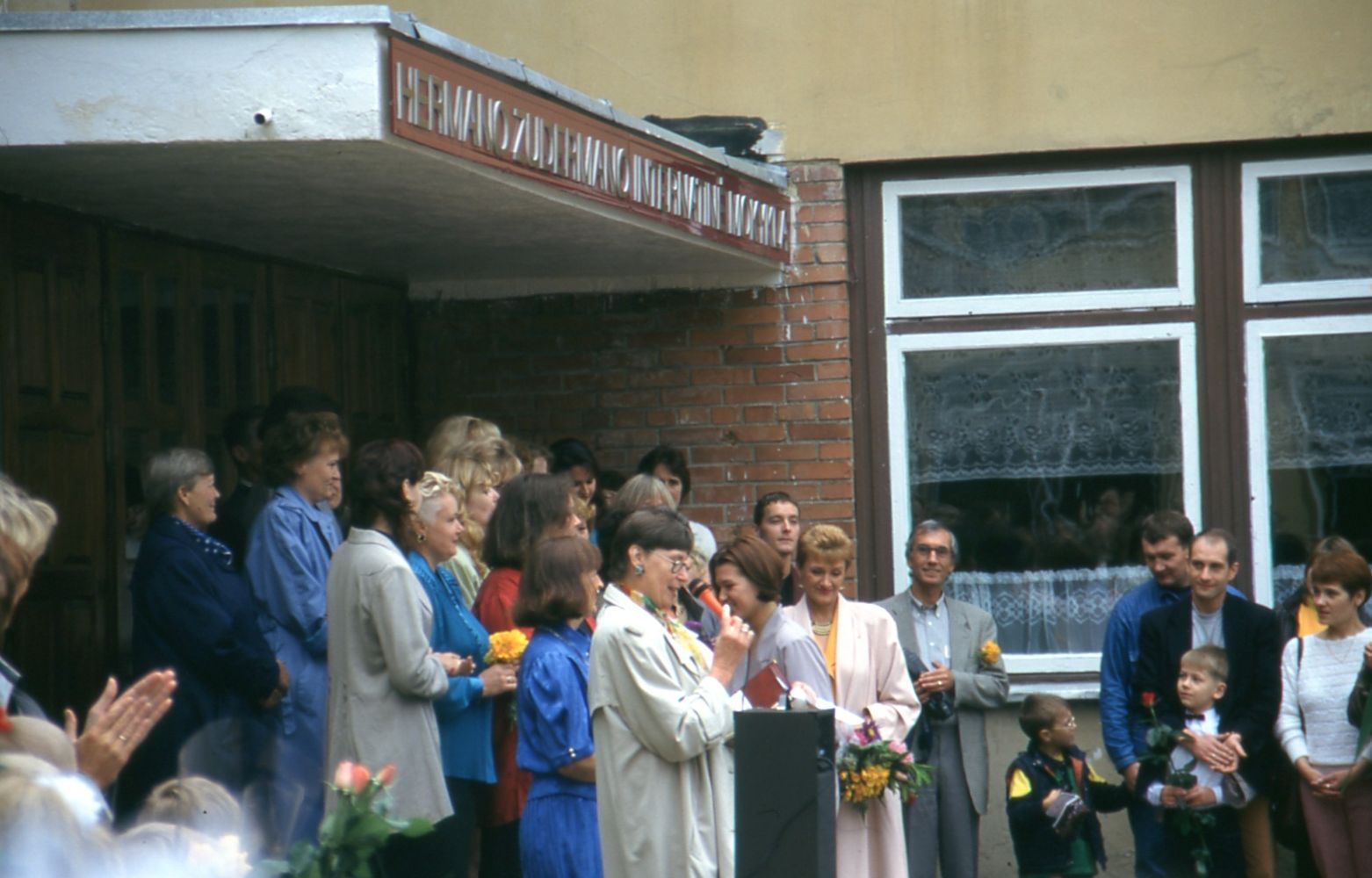
Schulanfang am 1. September 1998, die damalige Direktorin Angelė Klitienė spricht

Die Schule wurde am 1. September 1992 als deutsche Grundschule eingerichtet. Seit dem 1. September 1993 wird Oberstufenunterricht angeboten. Die erste Abiturklasse verließ 2000/01 die Schule. Der Abiturjahrgang 2003/04 war der erste Jahrgang, der ab der ersten Klasse Deutsch bei einem Muttersprachler gelernt hatte. Ihren heutigen Namen erhielt die Schule am 9. Januar 1997.
Schon ab der ersten Klasse wird Deutschunterricht angeboten. Von den 538 Schülern (2006) sind rund die Hälfte deutsch oder deutschstämmig. Litauisch als Staatssprache und Deutsch als Nationalitätensprache sind verbindliche Prüfungsfächer für das Abitur. Dieses berechtigt zum Studium an deutschen Universitäten. Zwischen 1997 und 2006 befand sich in einem Teil des Schulgebäudes ein angeschlossenes Schulinternat für etwa 30 Schüler.
Zwei Programmlehrer, die meist im Deutschunterricht eingesetzt werden, sind vom Bundesverwaltungsamt an die Schule entsandt.
Die Schule ist Partnerschule der Baltic Gesamtschule in Lübeck.